# Christian Meier (ciclista)
Christian Meier, nascido a 21 de fevereiro de 1985, é um ciclista canadiano, que em 2009 e 2010 foi membro da equipa Garmin-Transitions. Na temporada de 2011 competiu na equipa continental profissional estadounidense UnitedHealthcare Pro Cycling Team. Desde 2012 fá-lo pela equipa australiano Orica-GreenEDGE.
Ganhou em 2008 o título nacional em estrada de Canadá.

## Palmarés
2008
- Campeonato do Canadá em Estrada

2009
- 2.º no Campeonato do Canadá Contrarrelógio

2011
- 2.º no Campeonato do Canadá Contrarrelógio

2012
- 2.º no Campeonato do Canadá Contrarrelógio

2013
- 2.º no Campeonato do Canadá Contrarrelógio

2014
- 3.º no Campeonato do Canadá em Estrada

2015
- 3.º no Campeonato do Canadá Contrarrelógio

## Resultados nas grandes voltas e campeonatos do mundo
| Carreira           | 2006 | 2007 | 2008 | 2009 | 2010 | 2011 | 2012  | 2013  | 2014 | 2015 | 2016 |
| ------------------ | ---- | ---- | ---- | ---- | ---- | ---- | ----- | ----- | ---- | ---- | ---- |
| Giro d'Italia      | -    | -    | -    | -    | -    | -    | 135.º | 143.º | -    | -    | -    |
| Tour de France     | -    | -    | -    | -    | -    | -    | -     | -     | 121° | -    | -    |
| Volta a Espanha    | -    | -    | -    | Ab.  | -    | -    | -     | 82.º  | -    | -    | -    |
| Mundial em Estrada | -    | -    | -    | -    | -    | -    | -     | Ab.   | Ab.  | -    | -    |

## Equipas
- Symmetrics Cycling Team (2005-2008)
- Garmin (2008[2]-2010)
  - Garmin-Chipotle presented by H3Ou (2008)
  - Garmin-Slipstream (2009)
  - Garmin-Transitions (2010)
- UnitedHealthcare Pro Cycling Team (2011)
- Orica-GreenEDGE (2012-2016)